# Батюк, Валерий Иванович
Валерий Иванович Батюк (род. 7 октября 1947) — российский профессор, кандидат юридических наук, полковник милиции в отставке, оппозиционер и правозащитник.
Автор около 100 научных и учебно-методических трудов, в том числе 5 монографий и 5 учебников.

## Биография
Уроженец г. Гомель на белорусско-украинском пограничье, закончил в 1982 году аспирантуру Киевского университета имени Т. Г. Шевченко, в 1982-1987 гг. работал в МВД Украинской ССР и преподавал, местом преподавания являлась  Киевская высшая школа МВД СССР им. Ф. Э. Дзержинского.
В 1987-1994 гг. преподавал в Минской высшей школе милиции (с 1992 г. Академия МВД Белоруссии), с 1994 г. работает в Московской высшей школе милиции и в Московском юридическом институте МВД России.
В 1997 году стал заместителем заведующего кафедрой уголовного процесса Московского института МВД России.
На рубеже 1990-х - 2000-х гг. ближайшим товарищем по исследовательской историко-юридической деятельности Батюка и его научного партнера Василия Галузо в этот период стал житель Москвы, кандидат юридических наук Селиверстов Тимур Анатольевич (родился 19 октября 1965 года, житель московского района Ясенево), преподававший в частном вузе "Международный университет бизнеса и управления", а также основавший и зарегистрировавший в январе 2000 года научно-издательскую "Межрегиональную академию права и государственности" в Москве под руководством Исаева Игоря Андреевича, в которой Селиверстов стал проректором, а в 2007 году - руководителем (ныне ликвидирована). Селиверстов - автор защищённой в 2001 году кандидатской диссертации "Правовое регулирование кооперации в России в 1865-1917 гг.", редактор основанного в 2001 году ежемесяного издания "Православие, право, государственность", написавший на правах автора – книги «Основы правовых знаний. Курс лекций для специального первоначального обучения сотрудников милиции общественной безопасности» (Москва, 1999), «Прокурорский надзор в России: история, теория, практика» (Москва, 2006), на правах соавтора – написавший книги "История развития российской прокуратуры" (Москва, 2002, в соавторстве с Касумбеком Амирбековым), "История государства и права зарубежных стран" (Москва, 2003, 4-е издание, в составе коллектива авторов, позже неоднократно переиздавалась), "Экономическое (коммерческое) правосудие в России: Система коммерческого судопроизводства. Вторая половина XIX - начало XX в.. В 4-х томах. Т. 2". (Авторы: Семигин Г.Ю., Яковлев В.Ф., Отв. ред.: Селиверстов Т.А.). Москва, 2004; "Судебная власть России: история, теория, практика". Сборник статей по материалам научно-практической конференции, Москва, 14 декабря 2004 г. [науч. ред. Т. А. Селиверстов]. (Москва, 2005). С 2005 года упоминался в статусе соискателя-докторанта Московской государственной юридической академии, писал диссертацию, затрагивающую историко-правовые аспекты в деятельности судебной власти и прокурорского надзора России в конце ХIХ - начале XX вв. Однако защититься не смог.
26 августа 2002 года после объединения трёх московских вузов системы МВД заслуженный юрист России доцент Руэрфа Владиленовна Данилова, под руководством которой работал Батюк, возглавила вновь созданную кафедру предварительного расследования Московского университета МВД России. Соответственно, Батюк с 26 августа 2002 года - доцент кафедры предварительного расследования, основателем которой он же и стал, вместе с Даниловой, в составе Московского университета МВД РФ..
В тот же период занимался бизнесом, участвовал в создании фирмы "Фортуна".
Супруга - Батюк Любовь Ивановна, 1954 года рождения, кандидат исторических наук, доцент РЭУ им. Г.В. Плеханова.
В 1982 году защитил диссертацию на соискание учёной степени кандидат юридических наук. Тема: «Проблемы выявления и устранения последствий преступления органами предварительного расследования».
С 2009 года - профессор Московского университета МВД РФ. По совместительству, работал также в НИИ проблем укрепления законности и правопорядка при Генпрокуратуре РФ, где под его руководством в 2007 году защитил диссертацию Гончар Владимир Владимирович.
Однако с 2011 года по 2019 год кафедру предварительного расследования Московского университета МВД России возглавляла пропутински настроенная полковник полиции, доцент – Алла Сергеевна Есина, которая уволила Батюка за его оппозиционную и правозащитную деятельность.
В 2010 году местом работы Батюка упоминается Московская академия экономики и права, тогда он являлся руководителем диссертации у Е. Смитюшенко.
С 2014 года Валерий Батюк упоминается, как преподаватель кафедры уголовно-правовых дисциплин Московской финансово-юридической академии (МФЮА)..

## Правозащитная и оппозиционная деятельность
Начиная с 2012 года, и особенно активно - с 2014 года, Батюк и его соавтор  Галузо, Василий Николаевич публиковали ряд статей правозащитной и оппозиционной направленности. Поскольку последние публикации Батюка в 2018-2020 годах напрямую затрагивали "юридическую элиту" РФ, в связи с обличением им вопиющих нарушений в защите юридических диссертаций, заявлениями о политизации юридических институтов РФ, о коррупции и других злоупотреблениях в правоохранительной системе, то уже с 2021 года Батюка перестали публиковать в российских юридических изданиях, по указанию властей.
Стали преследовать и историка Любовь Ивановну - жену Валерия Батюка. Последний рассматривал вариант переезда в Германию. Вместе с ним, нападкам от властей стал регулярно подвергаться и юрист-правовед Василий Галузо. Однако последний не имел занятости на государственной работе, и упоминался в источниках регистрации бизнес-учреждений, как сотрудник частного издательства "Юнити-Дана", которое возглавляет Эриашвили, Нодари Дарчоевич, и как сотрудник НОУ "Институт международного права и экономики имени А. С. Грибоедова" .
Среди соавторских статей Батюка и Галузо большой резонанс имели следующие публикации:
1. О юридическом и фактическом прекращении династии "Дома Романовых" в России и роли в этом представителей "должности прокурора" [Текст] / Батюк Валерий Иванович, Галузо Василий Николаевич // Право и государство: теория и практика. - 2012. - № 2. - С. 74-79;
2. Принцип публичности в уголовном процессе Российской Федерации: проблемы правового регулирования [Текст] / Батюк Валерий Иванович, Галузо Василий Николаевич // Право и государство: теория и практика. - 2013. - № 8. - С. 96-101;
3. Допустим ли мониторинг по отношению к законодательству и правоприменению в Российской Федерации? [Текст] / Батюк Валерий Иванович, Галузо Василий Иванович // Право и государство: теория и практика. - 2014. - № 3. - С. 146-152.
4. "Система государственной правозащиты": допустимо ли формирование в Российской Федерации? [Текст] / Батюк Валерий Иванович, Галузо Василий Николаевич // Право и государство: теория и практика. - 2014. - № 8. - С. 28-34.
5. Уголовно-процессуальная новелла о деятельности налоговых органов в Российской Федерации: pro et contra // Право и государство: теория и практика. 2015. № 2. С. 113-116
6. Батюк В.И., Галузо В.Н. О действенности результатов научных изысканий в Российской Федерации // Право и государство: теория и практика. 2015. No 4. С. 103—106
7. В поиске "эликсира" обеспечения независимости судей в Российской Федерации [Текст] / Батюк Валерий Иванович, Галузо Василий Николаевич // Право и государство: теория и практика. - 2015. - № 7. - С. 141-144.
8. "Правовая диверсия" в Конституции Российской Федерации: оставить или отвергнуть [Текст] / Батюк Валерий Иванович, Галузо Василий Николаевич // Право и государство: теория и практика. - 2015. - № 9. - С. 150-152
9. Батюк В.И., Галузо В.Н. «Юридическая клиника» как форма бесплатной юридической помощи в Российской Федерации: нонсенс или реальная необходимость? // Право и государство: теория и практика. 2015. № 12. С. 98-106
10. Батюк В.И., Галузо В.Н. Допустима ли политизация деятельности Уполномоченного по правам человека в Российской Федерации? // Право и государство: теория и практика. 2015. No 11. С. 60—65.
11. Допустимость доказательств или процессуальных документов? / Батюк Валерий Иванович, Беседин Александр Владимирович, Галузо Василий Николаевич // Право и государство: теория и практика. - 2016. - № 12. - С. 135-140.
12. "Альтернативное судопроизводство" в Российской Федерации: нонсенс или необходимость? [Текст] / Пермяков Леонид Евгеньевич, Батюк Валерий Иванович, Галузо Василий Николаевич // Право и государство: теория и практика. - 2016. - № 2. - С. 124-129.
13. Батюк В. И. Принцип обеспечения обвиняемому или подозреваемому права на защиту в уголовном процессе Российской Федерации: теория и правоприменительная практика/Батюк Валерий Иванович, Галузо Василий Николаевич // Право и государство: теория и практика, 2016,N № 3.-С.125-128.
14. Криминализация похоронного дела в Российской Федерации: возможно ли противодействие?/Полянко Николай Иванович, Галузо Василий Николаевич, Батюк Валерий Иванович // Право и государство: теория и практика, 2017,N № 4.-С.137-140
15. О процессуальной самостоятельности следователя в Российской Федерации / Батюк Валерий Иванович, Галузо Василий Николаевич // Право и государство: теория и практика. - 2017. - № 11. - С. 112-118.
16. Обеспечение безопасности субъектов уголовного процесса в Российской Федерации (уголовно-процессуальный аспект) [Текст] / В. Н. Галузо, В. И. Батюк // Аграрное и земельное право. - 2017. - № 5. - С. 109-115.
17. Суд присяжных заседателей или суд с участием присяжных заседателей в Российской Федерации? / Батюк Валерий Иванович, Галузо Василий Николаевич // Право и государство: теория и практика. - 2017. - № 8. - С. 115-119.
18. "Прикладная юриспруденция" или комплексное правоприменение в Российской Федерации / Батюк Валерий Иванович, Галузо Василий Николаевич // Право и государство: теория и практика. - 2018. - № 9. - С. 47-53
19. Батюк В.И., Галузо В.Н. О допустимости «инноваций» в юридической науке Российской Федерации (отклик на результат деятельности диссертационного совета Д. 212.081.26 при федеральном государственном автономном образовательном учреждении высшего образования «Казанский (Приволжский) федеральный университет») // Образование и право. 2018. № 1. С. 165-173.
20. Право и политика в Российской Федерации: допустимо ли смешение? / В.И. Батюк, В.Н. Галузо // Право и жизнь. 2018. № 2. С. 43–56.
21. Батюк В.И., Галузо В.Н. О новом способе научных изысканий в уголовном процессе Российской Федерации // Образование и право. 2018. № 3.
22. Батюк В.И., Галузо В.Н. Проблемы правового регулирования заключения эксперта и заключения специалиста в Российской Федерации // Образование и право. 2018. № 7. С. 80-85.
23. В поиске истины относительно прекращения династии "Дома Романовых" посредством уголовно-процессуальной деятельности в Российской Федерации / В. И. Батюк, В. Н. Галузо. - Право и государство: теория и практика. 2020. N 12(192). С.202-205.

В творчестве Батюка, кроме обличения злоупотреблений в системе МВД РФ, особое место занимает также критика в адрес Федеральной службы безопасности Российской Федерации, и в адрес Следственного комитета РФ, в частности - его председателя Александра Бастрыкина.
Прежде всего, Галузо и его постоянный соавтор Валерий Батюк неоднократно критиковали чрезмерную, по их мнению, публицистическую активность Бастрыкина, а также одностороннюю трактовку последним ряда юридических норм (Подробнее: Батюк В.И., Галузо В.Н. Отклик на законопроект «О внесении изменений в Уголовно-процессуальный кодекс Российской Федерации в связи с введением института объективной истины по уголовному делу» (уголовно-процессуальный аспект) // Вестник Московского университета МВД России. 2014. № 4. С. 1522; Они же. Уголовно-процессуальная новелла о деятельности налоговых органов в Российской Федерации: pro et contra // Право и государство: теория и практика. 2015. № 2. С. 113-116; Они же. «Правовая диверсия» в Конституции Российской Федерации (отклик на статью: «Козлова Н. Исправленному - верить» // Росс. газ. 2015. 28 марта. С. 1, 6) // Право и государство: теория и практика. 2015. № 9. С. 150152; Они же. От «правовой диверсии» к «универсальной юрисдикции» (отклик на статью: «Козлова Н. Список Бастрыкина» // Росс. газ. 2015. 9 сентября. С. 1, 9) // Аграрное и земельное право. 2016. № 2. С. 142-146). В последней статье Галузо и Батюк раскритиковали идею Бастрыкина об исключении из Конституции РФ от 12 декабря 1993 г. ч. 4 ст. 15, а также суждение Бастрыкина о так называемом "экстертерриториальном принципе действия уголовного закона в пространстве", в соответствии с которым была привлечена к уголовной ответственности и судима в Москве гражданка Украины Надежда Савченко.
В 2015 году в статье, которую опубликовали  Галузо, Василий Николаевич и Батюк Валерий Иванович, доклад уполномоченного по правам человека за 2014 год повергся критике "за доминирование политики по отношению к праву": "Вероятно, именно политизированность является одной из причин того, что Элла Александровна Памфилова, как впрочем, и большинство ее единомышленников, наделенных полномочиями уполномоченных по правам человека в отдельных субъектах Российской Федерации, в том числе и в городе федерального значения – Москве, выражаясь словами В.И. Ульянова (Ленина), «страшно далека от народа», от многомиллионной армии обездоленных граждан Российской Федерации, безуспешно пытающихся отыскать свободу".(Батюк В. И., Галузо В. Н. Допустима ли политизация деятельности Уполномоченного по правам человека в Российской Федерации? // Право и государство : теория и практика. – 2015. – № 11. – С. 60–65).
Вероятно, эта статья повлияла на произошедшее в следующем, 2016 году увольнение Эллы Памфиловой с занимаемой должности.
В 2020-2021 годах Батюк заявлял о своей поддержке деятельности белорусской оппозиции, осуждал репрессии А. Лукашенко, что повлекло новую волну травли против него, а также против Василия Галузо.

## Печатные труды
1. Протокольная форма досудебной досудебной подготовки материалов о преступлениях : лекция. / В. И. Батюк ; Министерство внутренних дел СССР, Минская высшая школа. - Минск : Минская высшая школа МВД СССР, 1987
2. Батюк В.И. Профессиональная деформация сотрудников ОВД . Информационный бюллетень МВД БССР, 1988, N 3/4.
3. Батюк В. И. Задержание и заключение под стражу в стадии предварительного расследования . - К., 1990 .
4. Процессуальные и иные документы органов дознания : Учеб. пособие : [Для учеб. заведений юрид. профиля МВД России] / М-во внутр. дел Рос. Федерации, Моск. высш. шк. милиции; [В. И. Батюк и др.]; Под ред. Боброва В. К. - Москва : Моск . высш . шк . милиции.- М. , 1995.
5. Батюк В.И., Галузо В.Н. Надзор прокурора и судебный контроль за исполнением законов в стадии предварительного расследования: Лекция. Под ред. Р. Х. Якупова; Моск. юрид. ин - т МВД РФ. М., 1998
6. Правоохранительные органы Российской Федерации: Учебник для учеб. заведений юрид. профиля с альбомом схем / Батюк В. И., Бобров В. К., Орлова А. А. и др.; Под ред. В. К. Боброва; Моск. юрид. ин-т МВД России. М.: ЦЮЛ "Щит", 1999.
7. Правоохранительные органы Российской Федерации : Учеб. пособие для образоват. учреждений по специальности - юриспруденция / Моск. акад. МВД России, Центр юрид. лит. "Щит"; [Батюк В.И. и др.]; Под ред. В.К. Боброва. - Москва : Моск. акад. МВД России : ЦЮЛ "Щит", 2001.
8. Эриашвили Н. Д., Попович О. М., Батюк В. И., Галузо В. Н. Таможенное право: учебное пособие для студентов высших учебных заведений, обучающихся по специальности 021100 "Юриспруденция". - 2 изд., перераб. и доп. М., 2005.
9. Батюк В. И., Гончар В. В. Розыск лиц скрывшихся от органов предварительного расследования // Вестник Московского университета МВД России . 2006. No 9. С. 23–35
10. Прокурорский надзор : учебник для студентов высших учебных заведений по специальности 021100 "Юриспруденция" : для курсантов и слушателей образовательных учреждений высшего профессиоанального образования МВД России / [В.И. Батюк, к.ю.н., доц., проф., В.Н. Галузо, к.ю.н., С.Л. Никонович, к.ю.н., доц. и др.] ; под ред. д.ю.н., проф. О.А. Галустьяна. М., 2007.
11. Правоохранительные органы : учебник для студентов вузов, обучающихся по специальности 021100 "Юриспруденция" / [Батюк В. И. и др.] ; под ред. О. А. Галустьяна, А. В. Ендольцевой, А. П. Кизлыка. - 4-е изд., перераб. и доп. - Москва : ЮНИТИ : Закон и право, 2007.
12. Артемова В.В., Батюк В.И., Арестова Е.Н. и др. Деятельность следователя по принятию и проверке сообщений о преступлениях. Для студентов вузов, обучающихся по специальности «Юриспруденция», курсантов вузов системы образования МВД России, а также для практических работников органов предварительного расследования. М., 2009.
13. Арестова Е.Н., Батюк В.И., Есина А.С. и др. Предварительное следствие в органах внутренних дел. М., 2011. Часть I.
14. Предварительное следствие: учебник / Е. Н. Арестова, В. В. Артемова, В. И. Батюк [и др.] ; под ред. М. В. Мешков. - 2-е изд., перераб. и доп. - М.: Юнити-Дана, 2015.
15. Доказывание при правоприменении в Российской Федерации = Proof in the enforcement in the Russian Federation [Текст] = The Proof in the enforcement in the Russian Federation : монография / [Галузо В. Н., Батюк В. И., Беседин А. В. и др.] ; под редакцией В. Н. Галузо. - 4-е изд., перераб. и доп. - Москва : ТЕИС, 2018.
16. Батюк В.И., Богданов А.В., Хазов Е.Н. Проблемы процессуальной самостоятельности следователя в Российской Федерации. Криминологический журнал. 2020, №4, с. 70-74.